# Drago Vuković
Drago Vuković (Split, 1983. augusztus 3. –) olimpiai bajnok horvát válogatott kézilabdázó.

## Pályafutása

### Klubcsapatokban
Drago Vuković az RK Split csapatában kezdte pályafutását ifjúsági játékosként és mutatkozott be a felnőttek között. 2002-ben szerződtette az RK Zagreb, amelyben ezt követően négy éven át kézilabdázott. 2003-ban, 2004-ben, 2005-ben és 2006-ban bajnok és kupagyőztes volt a csapattal. 2006-ban Szlovéniába, a Gorenje Velenje együttesében folytatta pályafutását. Két év múlva igazolt a német Bundesligába, a VfL Gummersbachhoz. A VfL csapatával megnyerte a 2009-es EHF-kupt, valamint a 2010-es és 2011-es Kupagyőztesek Európa-kupája sorozatot. A 2010-2011-es idénytől a TuS Nettelstedt-Lübbecke játékosa volt.
Öt évet töltött a csapatnál, majd a Füchse Berlin igazolta le. A berlini klubbal újabb EHF-kupa-győzelmet szerzett. 2018 nyarán visszatért a VfL Gummersbachhoz.

### A válogatottban
2004 és 2014 között 157 alkalommal lépett pályára a horvát válogatottban és 2010 gólt szerzett. Tagja volt a 2004-ben olimpiai bajnok és a nyolc év múlva olimpiai bronzérmes válogatottnak is. Kétszeres Európa-bajnoki ezüstérmes és világbajnoki bronzérmes.

## Család
Ikertestvére, Andrija Vuković profi labdarúgó, kapus.

## Sikerei, díjai
Zagreb
- Horvát bajnok: 2002-03, 2003–04, 2004–05, 2005-06
- Horvát Kupa-győztes: 2003, 2004, 2005, 2006

Gummersbach
- EHF-kupa-győztes: 2009
- Kupagyőztesek Európa-kupája-győztes: 2010, 2011

Füchse Berlin
- IHF-Szuper Globe-győztes: 2016
- EHF-kupa-győztes: 2017-18

## Statisztikája a német Bundesligában
| Szezon    | Bajnokság       | Csapat     | Pályára lépés | Összes gól | Gól hétméteresből | Akciógól |
| --------- | --------------- | ---------- | ------------- | ---------- | ----------------- | -------- |
| 2008–09   | VfL Gummersbach | Bundesliga | 34            | 86         | 0                 | 86       |
| 2009–10   | VfL Gummersbach | Bundesliga | 33            | 146        | 0                 | 146      |
| 2010–11   | VfL Gummersbach | Bundesliga | 33            | 153        | 0                 | 153      |
| 2011–12   | TuS N-Lübbecke  | Bundesliga | 29            | 107        | 0                 | 107      |
| 2012–13   | TuS N-Lübbecke  | Bundesliga | 27            | 105        | 0                 | 105      |
| 2013–14   | TuS N-Lübbecke  | Bundesliga | 28            | 96         | 0                 | 96       |
| 2014–15   | TuS N-Lübbecke  | Bundesliga | 34            | 142        | 0                 | 142      |
| 2015–16   | Füchse Berlin   | Bundesliga | 32            | 106        | 0                 | 106      |
| 2016–17   | Füchse Berlin   | Bundesliga | 16            | 17         | 0                 | 17       |
| 2017–18   | Füchse Berlin   | Bundesliga | 29            | 14         | 0                 | 14       |
| 2018–19   | VfL Gummersbach | Bundesliga |               |            |                   |          |
| 2008–2018 | Összesen        | Bundesliga | 295           | 972        | 0                 | 972      |